# Българи в Испания
Българите в Испания са 122 813 души. По статистика от 2019 на националния статистически институт на Испания. Концентрирани в Мадрид 20 838 души (16,97%), Валенсия 16 288 души (13,26%), Аликанте 8793 души (7,16%), Балеарските острови 6487 души (5,28%), Навара 5922 души (4,89%), Мурсия 5472 души (4,46%), Барселона 5437 души (4,22%), Валядолид 5184 души (4,03%), Сеговия 4950 души (3,32%), Бургос 4077 души
.

## Дипломатически представителства на Република България[2]
Посолство на Република България в Мадрид, Кралство Испания
Адрес: Embajada de Bulgaria, Travesía de Santa María Magdalena 15, 28016 Madrid
Телефон: +34 913455761; +34 913456651; +34 913597611
Дежурни телефони в извънработно време: + 34 913 455 761; + 34 913 456 651
Работно време: По – Пт, 09.00 – 17.00 ч.
E-mail: Embassy.Madrid@mfa.bg
Website: www.mfa.bg/embassies/spain
Генерално консулство на Република България във Валенсия, Кралство Испания
Адрес: Consolado General de la Republica de Bulgaria; c./ AntonioSuarez, 48; 46021 Valencia, Espana
Телефони: +34 963 961 788; +34 963 690 921
Факс: +34 96 3891357
Дежурен телефон в извънработно време:+ 34 619 387 705
Работно време: 9:00 – 17:30 ч.
Приемно време за граждани: По – Чт, 9:00 – 12:30 ч.
E-mail: Consulvlc@mfa.bg
Website: www.mfa.bg/embassies/spaingk

## Култура

### Дружества
Български дружества са:
- Асоциация за европейска интеграция „Дунав“ (от 2009),
- Асоциация „Стара планина“ Валядолид (от 2009),
- Асоциация за интеграция и благоденствие „Балкан“, Мадрид (от 2003),
- Aсоциация за интеграция „Балкан“, Хатива, Валенсия (от 2007)⁷
- Aсоциация „Тангра“, Мадрид (от 2004).
- Асоциация „Феникс“, Мадрид (от 2010),
- Асоциация „Кубрат“, Хетафе (от 2002),
- Асоциация „Стара планина“, Валядолид (от 2008),
- Испанско-българска асоциация „Кирил и Методий“, Навара (от 2008),
- Асоциация на българите в Навара „Родина“, Памплона (от 2005),
- Асоциация на българите в Навара, Памплона (от 2007),
- Асоциация „България“, Сеговия (от 2006),
- Асоциация „Габриела“, Сеговия (от 2003),
- Асоциация BG Арагон, Сарагоса (от 2006),
- Асоциация „Къща Тракия, България в Каталония“, Барселона (от 2010),
- Асоциация за приятелство и сътрудничество „Св. Георги“, Барселона (от 2008),
- Асоциация на българите в Тарагона „България“, Тарагона (от 2009),
- Асоциация на българите във Валенсия Валенсиябг,
- Асоциация „Прогрес“, Валенсия (от 2009),
- Асоциация на българката „Бялата лястовица“, Валенсия (от 2010),
- Асоциация на българите „Света София“ от Леванте, Торрент
- Асоциация на българите в Гандия „Мадара“,
- Асоциация на българите „Прогрес – Алакант“, Аликанте (от 2010),
- Асоциация „Духът на България“[неработеща препратка], Аликанте (от 2014),
- Асоциация на българите в Палма де Майорка „Св. св. Кирил и Методий“, Палма де Майорка (от 2008),
- Асоциация на славяните, Мурсия (от 2008),
- Асоциация „Българска дружина“, Малага (от 2001),
- Испанско-българска асоциация за интеграция и развитие,
- Асоциация 'Малага-България-2010', Малага (от 2010)
- Асоциация "Слово" - български учители в Мадрид
- Асоциация за подпомагане на имигранта РИЛА, Бургос (2015)

(от 2011г)

### Печатни медии
Български печатни медии са:
- „Български корени“ – списание за българите в Испания (от 2008),
- Вестник „Нова Дума“ (от 2003),
- Списание „БгСтил – Български стил“ (от 2006).

### Интернет
- Българи в Испания – ИСБИ Архив на оригинала от 2015-03-06 в Wayback Machine. – Информационен сайт на българите в Испания (от 2009) – bulgaros.ovh Архив на оригинала от 2015-03-06 в Wayback Machine.
- Портал на българите в Испания (от 2010) – spainbg.com
- Информационен портал на българите в Испания и по света (от 2016) –
- Официален портал на българите във Валенсия и асоциация валенсиябг (от 2009) – valenciabg.com
- На страниците на Асоциация Малага-България 2010 (от 2010) – asociacion-malaga-bulgaria.com
- Информационен портал на българите в провинция Аликанте (от 2009) – Alicantebg
- Портал за българите в Испания (от 2015) – Архив на оригинала от 2018-12-25 в Wayback Machine.
- Българите във Валенсия (от 2015) – Архив на оригинала от 2017-06-06 в Wayback Machine.
- EspaBg – Българи в Испания Безплатна информация.

### Групи на българите в Испания
- Българи в Испания (над 44 000 членове)
- Съюз на българите в Испания (над 2500 членове)
- Група Българите в провинция Аликанте и приятели (над 3500 членове)
- Българи в Испания и по света (над 3000 членове)
- Българи в Барселона (над 2000 членове)
- Българите във Валенсия (над 3000 членове)
- Българи в Тенерифе (над 1500 членове)
- Българите във Валенсия (над 2800 членове)

### Училища
Сред българската диаспора в Испания има най-много български неделни училища, финансирани от Министерството на образованието и науката на България чрез програмите за българите зад граница („РОДЕН ЕЗИК И КУЛТУРА ЗАД ГРАНИЦА“ Архив на оригинала от 2017-06-19 в Wayback Machine. и ПМС № 334 ЗА БЪЛГАРСКИТЕ НЕДЕЛНИ УЧИЛИЩА В ЧУЖБИНА Архив на оригинала от 2017-06-14 в Wayback Machine.), като около 23 000 български граждани са в ученическа възраст. На 20 и 21 ноември 2010 г. е проведена 2-дневна първа конференция на българските училища в Испания, организирана от Асоциацията на българите в Испания „Балкан“ и Асоциацията на българските училища в чужбина.
Български училища към 2017 година са:
- Аликанте, Торевиеха, Елче – Неделно българско училище „Васил Левски“ – Асоциация „Прогресо-Алакант“ – Аликанте
- Аликанте – Неделно българско училище „Слово“ – Асоциация „Духът на България“ – Аликанте
- Алзира – Българско училище „Христо Ботев“ – Асоциация „Света София от Леванте“ – Торент
- Алкоркон – Българско неделно училище „Бачо Киро“ – Асоциация „Слово“ – Асоциация на българските учители-имигранти в Мадрид – Мадрид
- Алкала де Енарес – Българско неделно училище „Христо Ботев“ – Асоциация „Т.А.Н.Г.Р.А“ – Мадрид
- Барселона, Мойет дел Вайес – Българско училище „Св. св. Кирил и Методий" – Асоциация „Свети Георги“ за приятелство и сътрудничество Каталуния – България" – Барселона
- Бенидорм – Българско неделно училище „Васил Левски“ – Асоциация на българите „Паисий Хилендарски" – Бенидорм
- Бургос – Българско неделно училище „Райна Княгиня“ – Асоциация за подпомагане на имигранта „Рила“ – Бургос
- Валенсия – Първо българско неделно училище „Васил Левски“ – Асоциация „Прогрес“ – Валенсия
- Валенсия – Българско неделно училище „Родолюбие“ – Асоциация на българката „Бялата лястовица“ – Валенсия
- Валядолид – Българско неделно училище „Св. св. Кирил и Методий“ – Асоциация за подпомагане на имигрантите (АСАИН) „Стара планина“ – Валядолид
- Витория – Училище „Св. св. Кирил и Методий“ – Културна асоциация на българите в Навара „ОРФЕЙ БГ“ – Памплона
- Витория – Българско неделно училище „Свети Климент Охридски“ – Българска социо-културна асоциация „Гастейс – Родина“
- Галапагар – Българско неделно училище „Паисий Хилендарски“ – Асоциация за европейска интеграция на емигрантите българи в Испания „Светлина“ – Мадрид
- Гандия – Новобългарско училище „Пробуда“ – Българска асоциация „Пробуда“ – Гандия
- Дения – Новобългарско училище „Пробуда“ – Българска асоциация „Пробуда“ – Гандия
- Ел Раал – Българско неделно училище „Св. св. Константин и Елена" – Асоциация „Граждани за развитие и интеркултурен диалог – Българските корени“ – Ел Раал
- Енгера – Първо българско неделно училище „Свети Иван Рилски“ – Асоциация „Балкан" – Хатива
- Йорет де Мар – Българско съботно училище „Възраждане“ – Асоциация „Приста, България и Каталуния заедно в Европа“ – Матаро (Барселона)
- Кастелйон – Първо българско неделно училище „Васил Априлов“ – Асоциация на българите за интеграция и развитие „Хан Аспарух" – Кастелйон
- Колядо Вилялба – Българско неделно училище „Димитър Димов“ – Асоциация за европейска интеграция на емигрантите българи в Испания „Светлина“ – Мадрид
- Колядо Вилялба – Българско начално училище „Илия Бешков“ – Асоциация за европейска интеграция на емигрантите българи в Испания „Светлина“ – Мадрид
- Леганес – Българско неделно училище „Д-р Петър Берон“ – Асоциация „Т.А.Н.Г.Р.А“ – Мадрид
- Лерида – Българско неделно училище „Паисий Хилендарски“ – Асоциация на българите в Лерида „Мечта“
- Логроньо, област Ла Риоха – Българско неделно училище „Иван Вазов“ – Българско културно сдружение „Родина БГ“ – Логронь
- Мадрид – Първа българска неделна гимназия „Йордан Йовков“ – Асоциация за интеграция и благосъстояние „Балкан“ – Мадрид
- Мадрид – Първо българско неделно училище „Св. Иван Рилски“ – Асоциация за интеграция и благосъстояние „Балкан“ – Мадрид
- Малага – Първо българско неделно училище „Родина“ – Асоциация „Малага – България 2010“ – Малага
- Марбеля – Българско неделно училище „Св. св. Кирил и Методий“ – Асоциация „Марбеля–България 2013“ – Марбеля
- Мостолес – Първо българско неделно училище „Св. Иван Рилски“ – Асоциация за интеграция и благосъстояние „Балкан“ – Мадрид
- Мурсия, област Мурсия – Неделно училище „Просвета“ – Асоциация на българската общност в регион Мурсия – Мурсия
- Паленсия – Българско неделно училище „Елин Пелин“ – Асоциация „БГ роза“ – Паленсия
- Палма, Санта Понса' – Първо българско неделно училище „Св. Иван Рилски“ – Асоциация на българите на Майорка „Св. св. Кирил и Методий“ – Палма, Майорка, Балеарски острови
- Палма – Ново българско училище „Васил Левски“ – Български културен и духовен център „Света София" на Балеарите – Палма, Майорка, Балеарски острови
- Памплона – Училище „Св. св. Кирил и Методий“ – Културна асоциация ОРФЕЙ БГ – Памплона
- Памплона, област Навара – Българско културно-просветно училище „Паисий Хилендарски“ – Асоциация на българските деца в Навара – Памплона
- Парла, Ривас Васиамадрид – Българско неделно училище „Елин Пелин“ – Асоциация „Слово“ – Асоциация на българските учители-имигранти в Мадрид – Мадрид
- Сан Агустин дел Гуадаликс – Българско неделно училище „Васил Левски“ – Асоциация „Т.А.Н.Г.Р.А“ – Мадрид
- Сарагоса – Българско неделно училище „Васил Левски“ – Асоциация на българските имигранти от Арагон „БГ“ – Сарагоса
- Сеговия, Карбонеро ел Майор, Аранда де Дуеро, Калеруега, Сория, Риаса, Сан Леонардо – Център за обучение по български език и изкуства „Родина" – Асоциация за развитие и развлечения „Родина“ – Сеговия
- Сеговия, Виля де Кока – Неделно училище „Христо Смирненски" – Асоциация „Родители“ – Сеговия
- Тарагона – Българско неделно училище „Свети Седмочисленици" – Асоциация на българите в Тарагона „България“ – Тарагона
- Тафая – Училище „Св. св. Кирил и Методий“ – Културна асоциация ОРФЕЙ БГ – Памплона
- Торевиеха – Българско неделно училище „Св. св. Кирил и Методий“ – Българска асоциация „Единство“ – Торевиеха
- Торент – Българско училище „Христо Ботев“ – Асоциация „Света София от Леванте“ – Торент
- Торехон де Ардос – Неделно българско училище „Азбукарчета" – Асоциация на българи и творци на изкуството „Требол“ – Мадрид
- Уманес де Гуаделахара – Българско неделно училище „Георги Сава Раковски“ – Асоциация „Т.А.Н.Г.Р.А“ – Мадрид
- Фуенлабрада – Първо българско неделноучилище „Св. Иван Рилски“ – Асоциация за интеграция и благосъстояние „Балкан“ – Мадрид
- Хатива – Първо българско неделно училище „Свети Иван Рилски“ – Асоциация „Балкан" – Хатива
- Хетафе – Българско неделно училище „Св. св. Кирил и Методий“ – Асоциация на българите „Кубрат“ – Хетафе

### Фолклорни състави
Български фолклорни състави са:
- Квартет за български народни песни „Аура“, Палма де Майорка (от 2009),
- Танцов състав „Огнени ритми“, Валядолид (от 2010),
- Танцов състав „Веселие“, Валенсия,
- Танцова група „Хоро“, Аликанте,
- Танцов състав „България“, Палма де Майорка (от 2009),
- Фолклорна формация „Балкан“ (от 2003),
- Фолклорна формация „Трио Траки“, Мадрид,
- Фолклорна Формация „Еделвайс“
- Формация за български фолклор „Родопис“, Мадрид (от 1999),
- Първи български ансамбъл за народни песни и танци в Испания към Асоциация „Тангра“, Мадрид (от 2004).
- Танцов състав 'Български ритми', Малага с ръководител Борислав Александров (от 2013).

## Религия
Църковни общини в състава на Западно и средноевропейската епархия на Българската православна църква са:
- Община „Свето Богоявление“ в Мадрид – Сеговия (от 2006),
- Община „Рождество на Пресвета Богородица“ в Барселона (от 1997) и
- Община „Св. св. Кирил и Методий“ в Дения, Валенсия (от 2005).

В тях участват православни християни от различни националности.